# Episodi di Alfred Hitchcock presenta (serie televisiva 1985) (seconda stagione)
La seconda stagione della serie televisiva Alfred Hitchcock presenta è composta da 13 episodi, trasmessi nel 1987.
| nº | Titolo originale           | Titolo italiano                  | Prima TV USA     | Prima TV Italia |
| -- | -------------------------- | -------------------------------- | ---------------- | --------------- |
| 1  | The Initiation             | L'iniziazione                    | 24 gennaio 1987  | ...             |
| 2  | Conversation Over a Corpse | Requiem per un vivo              | 31 gennaio 1987  | ...             |
| 3  | Man on the Edge            | Sull'orlo del precipizio         | 7 febbraio 1987  | ...             |
| 4  | If the Shoe Fits           | Nei panni dell'assassino         | 14 febbraio 1987 | ...             |
| 5  | The Mole                   | La talpa                         | 21 febbraio 1987 | ...             |
| 6  | Anniversary Gift           | Regalo d'anniversario            | 28 febbraio 1987 | ...             |
| 7  | The Impatient Patient      | Il paziente impaziente           | 7 marzo 1987     | ...             |
| 8  | When This Man Dies         | Quando quest'uomo morirà         | 14 marzo 1987    | ...             |
| 9  | The Specialty of the House | La specialità della casa         | 21 marzo 1987    | ...             |
| 10 | The Final Twist            | Effetti speciali                 | 28 marzo 1987    | ...             |
| 11 | Tragedy Tonight            | Stasera tragedia                 | 4 aprile 1987    | ...             |
| 12 | World's Oldest Motive      | Il movente più vecchio del mondo | 11 aprile 1987   | ...             |
| 13 | Deathmate                  | Trappola per due                 | 18 aprile 1987   | ...             |

## L'iniziazione
- Titolo originale: The Initiation
- Diretto da: Robert Iscove
- Scritto da: Jim Beaver e Rob Hedden (sceneggiatura); Rob Hedden (soggetto)

### Trama
Una confraternita di studenti del college organizza uno scherzo alla matricola Duke, per la sua iniziazione: il ragazzo deve sparare a salve alla direttrice del convitto. Ma lo scherzo avrà una serie di inaspettate e tragiche conseguenze.
- Altri interpreti: Marion Ross (Margaret Sturdevant), Peter Spence (Andrew), Dean Hamilton (John Mitchell)

## Requiem per un vivo
- Titolo originale: Conversation Over a Corpse
- Diretto da: Robert Iscove
- Scritto da: Marian B. Cockrell (sceneggiatura); Norman Daniels (soggetto)

### Trama
Cissie vive con Johanna (che da molti anni finge di essere sua sorella) e ne è soggiogata dal forte carattere. Quando l'immobiliarista Brenner si reca nella loro casa per rivendicarne l'acquisto, forte di un contratto firmato in precedenza, le due donne architettano il suo omicidio.
- Altri interpreti: Barbara Babcock (Cissie Enright), John Vernon (Mr. Brenner), Kate Reid (Johanna)

## Sull'orlo del precipizio
- Titolo originale: Man on the Edge
- Diretto da: Robert Iscove
- Scritto da: Jim Beaver (sceneggiatura); Donald Honig (soggetto)

### Trama
Danny Carlyle è un giovane disperato che perde in poco tempo la fattoria e anche il nuovo lavoro. I soldi non bastano nemmeno per un pranzo decente. Anche la moglie lo lascia per un uomo di nome Frank, ma questi la lascia a sua volta per tornare dalla propria moglie. Così lei si suicida. Avvilito da tutto questo, Danny prenota una stanza di un hotel, esce dalla finestra e si stabilisce sul cornicione dell'albergo per farla finita. Uno psichiatra cerca di farlo desistere parlandogli dalla finestra.
- Altri interpreti: Mark Hamill (Danny Carlyle), Michael Ironside (ten. Muldoon), Jessica Steen (Sally)

## Nei panni dell'assassino
- Titolo originale: If the Shoe Fits
- Diretto da: Allan King
- Scritto da: Jonathan Glassner

### Trama
- Altri interpreti: Ted Shackelford (Garret/Jason), Lawrence Dane (Mr. Adams), Lori Hallier (Samantha)

## La talpa
- Titolo originale: The Mole
- Diretto da: Ryszard Bugajski
- Scritto da: Rick Berger

### Trama
- Altri interpreti: Edward Herrmann (dott. Maxwell), Don Francks (Serg. Willis)

## Regalo d'anniversario
- Titolo originale: Anniversary Gift
- Diretto da: Ryszard Bugajski
- Scritto da: Rob Hedden (sceneggiatura); John Collier (soggetto)

### Trama
- Altri interpreti: Pamela Sue Martin (Melinda), Peter Dvorsky (Mark)